# Saint-Maur, Indre
Saint-Maur är en kommun i departementet Indre i regionen Centre-Val de Loire i de centrala delarna av Frankrike. Kommunen ligger i kantonen Châteauroux-Ouest som tillhör arrondissementet Châteauroux. År 2016 hade Saint-Maur 3 680 invånare.

## Befolkningsutveckling
Antalet invånare i kommunen Saint-Maur
Referens:INSEE